# Català a l'Argentina
El català a l'Argentina existeix com a mínim des del segle xix, quan van començar les migracions de grans comunitats de peninsulars de Catalunya i del País Valencià i d'habitants de les Illes Balears al país sud-americà. Una de les migracions més destacades va ser la dels mallorquins a la ciutat de San Pedro. Avui dia l'Argentina és el país no europeu amb la major comunitat catalanoparlant del món, conformada per al voltant de 200.000 parlants, de manera que el 0,45% de la població argentina sap parlar la llengua.

## Història
Quan al segle xviii es començà a posar fi al monopoli del comerç amb Amèrica per part de Sevilla-Cadis, els navegants i comerciants catalans, mallorquins i valencians ja podien anar a Amèrica sense matricular-se. La primera emigració fou poc important. Entre 1765 i 1820, els emigrants catalans a l'Argentina només eren 1.200. Tanmateix, hi van haver dos presidents argentins (del govern i del parlament) nascuts a Catalunya: Joan Larreu i Domènec Matheu.
Anys després, els catalans van tornar a emigrar cap a l'Argentina. L'any 1857 es va crear la primera agrupació mutual catalana a Buenos Aires, el Montepío de Montserrat. En l'actualitat encara es tracta de la principal institució de la comunitat catalana a l'Argentina. El Montepío complia una funció social de gran importància, a la qual cal afegir la contribució al manteniment de la cultura catalana. El barri on està situat, Montserrat, pren a més el seu nom de la verge patrona de Catalunya.
A principis del segle xx es va produir la colonització de terres argentines per part de valencians, una empresa impulsada per l'escriptor Blasco Ibáñez. Es van crear dues viles, Cervantes i Nova València, a la província de Corrientes. També hi hagué colònia valenciana a San Juan, que ha mantingut la llengua i altres tradicions com les falles o la pilota.
A més, l'arribada de mallorquins començà a tornar-se habitual. L'emigració de Manacor a l'Argentina va tenir dues causes principals: la demografia i l'economia. La població de la ciutat va tenir un ràpid creixement, que provocaria un augment de la demanda d'habitatges. Amb l'emigració, Manacor es va convertir en el poble que més emigrants tenia de tota l'Illa de Mallorca, amb una taxa del -42%.
Va ser tan forta la immigració a l'Argentina que fins i tot la ciutat de Goyena la van fundar mallorquins de Son Servera el 2 d'abril de l'any 1902. Desde la seva fundació, la població de Goyena fou formada per mallorquins. La ciutat de San Pedro també va rebre molts inmigrants mallorquins, tant així que ja en la primera meitat del segle xx conformaven el 25% de la població de la ciutat.
Els immigrants van seguir parlant català a San Pedro, el que va produir la primera variació lingüística de la llengua catalana en terres argentines amb la segona generació. La influència gastronòmica mallorquina a San Pedro ha estat molt important també. L'ensaïmada s'ha convertit en un producte típic de San Pedro, tant així que la ciutat ha estat declarada la Capital Nacional de l'Ensaïmada Argentina. Actualment compta amb diferents col·lectivitats sent una de les de major presència la mallorquina. D'aquí que la ciutat hagi adoptat aquesta tradició com a pròpia.

## Influència en la cultura local
La continuada presència catalana a l'Argentina hi ha deixat diverses empremtes culturals i lingüístiques, sovint compartides amb l'Uruguai i Xile. Una de les més evidents és l'anomenat pito catalán, que és com en diuen a l'Argentina del conegut gest de fer pam i pipa. Un altre tret característic argentí, la interjecció che (tan usual que, fins i tot, serveix per a anomenar els argentins en general), podria tenir també origen català, en aquest cas el 'xe' típic del País Valencià. No és clar que sigui així, ja que podria venir també del cè italià o -més improbable- d'un mot guaraní, però, si més no, la proposta de l'origen valencià és la més acceptada. Una altra empremta valenciana (o mallorquina) a l'Argentina i l'Uruguai és el joc del truc, anomenat allà truco.
A banda, el castellà propi de l'Argentina té nombroses paraules que podrien ser d'origen català. Una vegada més, no n'hi ha una certesa científica, ja que en alguns casos el castellà antic tenia mots semblants, però sovint s'ha postulat que alguna de les següents paraules podria venir directament del català: frazada 'flassada', retar 'reptar' (en el sentit de renyar), trompada (a l'Argentina, un cop de puny), cremar íd., garrón 'garró' (en el sentit d'os d'animal boví amb poca carn, que ha originat l'expressió castellana «comerse un marrón», inicialment «garrón»).
Com a curiositat, l'adjectiu atorrante, molt usual al país, defineix algú gandul, pocavergonya o poca-solta. N'hi ha diverses etimologies populars, una de les quals explica que, a finals del segle xix, sovint els rodamons i aturats dels voltants de Buenos Aires s'arreceraven de les inclemències del temps dins unes grans canonades que hi havia a les obres en curs. Aquestes canonades duien gravat el nom del fabricant, A. Torrent (o similar) i d'aquí n'haurien pres el malnom aquests ciutadans de mal viure.

## Mallorquí de l'Argentina
El mallorquí de l'Argentina és una variant del català que es va parlar a San Pedro, a l'Argentina, des de finals del segle xix i durant el segle xx, portat per una colònia de gent provinent de Manacor i Felanitx. Si bé no tots els emigrants mallorquins a l'Argentina van dirigir-se a San Pedro, molts sí que s'hi van traslladar. L'any 2014 alguns habitants encara conservaven la llengua.

### Característiques
Entre els trets fonètics dels catalanoparlants a San Pedro, el més important és el de l'aspiració vacil·lant de la lletra "s" en posició final de síl·laba o mot, de la mateixa manera que ho fa el castellà riuplatenc. Per exemple: “tu et donaràh conte que se mescla molt”, “Tomeu, vols menjà ventrehca de middia?”, “a ca nohtra”, “eh veïnats toth eren cahtellans”, “noltros dos, anàvem a ehcola”.
També s'utilitzen molts préstecs del castellà riuplatenc, que han sigut classificats com establits (emprats per tota la comunitat catalanoparlant) i momentanis (només emprats ocasionalment). Alguns dels préstecs més comuns al mallorquí de l'Argentina són: alquilar ‘llogar’, assat ‘torrada de carn a la brasa’, bolsa ‘bossa’, camot ‘moniato’, carpinter ‘fuster’, cortar ‘tallar’, cossetxa ‘collita’, cossetxar ‘fer la collita’, criadero ‘granja’, departament ‘pis, habitatge’, empezar ‘començar’, entonces ‘llavors', estableciment ‘establiment comercial', fetxa ‘data’, hasta ‘fins a’, letxon ‘porcella’, limpiar ‘netejar’, llimpiessa ‘neteja, netedat’, mesita ‘tauleta de nit’, mutxatxo ‘al·lot’, peça ‘habitació’, poll ‘pollastre’, sequia ‘sequera’, sobrino ‘nebot’, tomar ‘prendre’, vez ‘vegada’ i volta ‘tornada’.